# León (Mexiko)
León je město ve státě Guanajuato v Mexiku. Je také sídlem stejnojmenné obce, která je součástí makroregionu Bajío. Ve městě je silně rozvinutý kožedělný průmysl, který vyrábí boty, pásky, bundy a jiné kožené zboží pro národní i mezinárodní trh.
V roce 2020 žilo ve městě 1 579 803 obyvatel a v celé aglomeraci pak 2 140 354 obyvatel. Je to největší město státu Guanajuato.

## Sport
Ve městě sídlí fotbalový klub León FC, který nastupuje v Lize MX, která je nejvyšší mexickou soutěží.

## Partnerská města
- San Diego, Spojené státy americké (1969)